# Туризъм в Исландия
Туризмът в Исландия нарасна значително като икономическо значение през последните 15 години. Към 2016 г. туристическата индустрия в страната се оценява на около 10% от общия принос за БВП на Исландия като броят на чуждестранните посетители надхвърли 2 000 000 души за първи път през 2017 г.. Туризмът съставлява дял от близо 30% от приходите от износ на страната.

## История
Услугите, предоставяни на чуждестранни туристи, дълго време представляват незначителна част от исландската икономика, като рядко допринасят за повече от 2% за БВП, дори дълго след появата на международния въздушен транспорт. До началото на 80-те години на миналия век броят на чуждестранните посетители в Исландия нараства бавно и неравномерно, като никога не надхвърля 80 000 души на година,  и дълго след това едва успява да върви редом с увеличаването на жителите на Исландия, пътуващи до и от страната. Тази ситуация продължава до началото на века, когато годишният брой на посетителите за първи път надхвърли общото постоянно население на около 300 000 души.
Няколко години по-късно исландската туристическа индустрия преживява бум, който и до днес не показва признаци за отслабване, както се вижда от факта, че броят на чуждестранните посетители нараства средно с 6%  годишно между 2003 г. и 2010 г., а с около 20% средно годишно между 2010 г. и 2014 г. През 2015 г. това бързо нарастване продължава, като броят на чуждестранните посетители вече надхвърля 1 милион в периода януари – октомври. Според Исландския туристически борд общият брой нощувки на чуждестранни посетители в Исландия е нараснал от 595 000 през 2000 г. на 2,1 милиона през 2010 г., преди да нарасне до 4,4 милиона през 2014 г.
Броят на хората, работещи в свързаните с туризма индустрии в Исландия, е 21 600 през 2014 г., което представлява почти 12% от общата работна сила, а прекият принос на туризма към БВП вече е близо 5%.

## Демографски данни на туристите
Исландия е известна със своята непокътната природа и уникална атмосфера. Исландия получава най-голям брой туристи през лятото (юни-август). През 2014 г. около 42% от посетителите пристигат през летните месеци, пропорционално лек спад в сравнение с предходните две години, като процентът на посетителите през зимата се е увеличава с над 4% през същия период. Към 2014 г. най-големите туристически пазари на Исландия включват туристи от Централна/Южна Европа, следвани от посетители от други региони като: Северна Америка, Обединеното кралство и накрая скандинавските страни. По отношение на посетителите от отделните страни, първите пет за 2014 г. са Великобритания, САЩ, Германия, Франция и Норвегия. Канада има най-голямото процентно увеличение на броя на посетителите в периода 2013-2014 г., с увеличение от над 60% на годишна база. 

## Популярни туристически дестинации
Според проучване, проведено от Исландския туристически борд през 2014 г., следните 10 дестинации са най-често посещаваните в Исландия от 39, специално споменати в проучването (процентите показват дела на всички чуждестранни туристи, посещаващи въпросната дестинация и са свързани с летния сезон, като някои от дестинациите са по-трудно достъпни през зимата).
| Ранг | Дестинация                     | Процент |
| ---- | ------------------------------ | ------- |
| 1    | Рѐйкявик                       | 97,0%   |
| 2    | Златния кръг                   | 59,4%   |
| 3    | Тингветлир                     | 50,4%   |
| 4    | Вик в Мирдал                   | 47,4%   |
| 5    | Скогар                         | 43,6%   |
| 6    | Йокулсарлон (ледникова лагуна) | 42,3%   |
| 7    | Скафтафел                      | 40,3%   |
| 8    | Акюрейри                       | 36,2%   |
| 9    | Миватн                         | 34,0%   |
| 10   | Синя лагуна                    | 31,5%   |

## Посетители по държави
Повечето посетители, пристигащи в Исландия през главното летище, са родом измежду следните държави:
| Ранг | Държава                            | 2015 г    | 2016 г    | 2017 г    | 2018 г    |
| ---- | ---------------------------------- | --------- | --------- | --------- | --------- |
| 1    | САЩ                                | 242,805   | 415,287   | 576,403   | 694,814   |
| 2    | Великобритания                     | 241,024   | 316,395   | 322,543   | 297,963   |
| 3    | Германия                           | 103,384   | 132,789   | 155,813   | 139,155   |
| 4    | Канада                             | 46,654    | 83,144    | 103,026   | 99,715    |
| 5    | Франция                            | 65,822    | 85,221    | 100,374   | 97,224    |
| 6    | Полша                              | 27,079    | 39,613    | 66,299    | 91,463    |
| 7    | Китай                              | 47,643    | 66,781    | 86,003    | 89,495    |
| 8    | Испания                            | 27,166    | 39,183    | 57,971    | 65,589    |
| 9    | Дания                              | 49,225    | 49,951    | 53,240    | 51,019    |
| 10   | Швеция                             | 43,096    | 54,515    | 56,229    | 49,316    |
|      | Общо брой чуждестранни посетители: | 1,261,938 | 1,767,726 | 2,195,271 | 2,315,925 |

## Препратки
1. ↑  Tourism to bring in 10% of Iceland’s GDP in 2016 //  Icelandmonitor.mbl.is.   Посетен на 2017-08-03.
2. ↑  Foreign visitors to Iceland 1949-2014 //  Ferdamalstofa.is.   Посетен на 2015-11-10.
3. ↑  International tourist receipts and expenditures and their share in exports and GDP 1969-2008 //  Px.hagstofa.com.    Архивиран от оригинала на 2016-09-29. Посетен на 2015-11-10.
4. ↑  Foreign passengers 1971-1999 //  Px.hagstofa.com.   Посетен на 2015-11-10.[неработеща препратка]
5. ↑  Passengers through Keflavik airport by citizenship and month 2002-2014 //  Px.hagstofa.is.   Посетен на 2015-11-10.[неработеща препратка]
6. ↑  Foreign visitors to Iceland 1949-2014 //  Ferdamalastofa.is.   Посетен на 2015-11-10.
7. ↑  Tourism in Iceland in Figures //  Ferdamalastofa.is.   Посетен на 2015-11-10.
8. ↑  Financial accounts //  Hagstofa.is.   Посетен на 2015-11-10.
9. ↑  krpano - thorsmork //  Vr-iceland.grandpano.sk.   Посетен на 13 August 2018.
10. 1 2  Tourism in Iceland in Figures - Icelandic Tourist Board //  Ferdamalastofa.is.   Посетен на 13 August 2018.
11. ↑  Tourism in Iceland in Figures //  Ferdamalastofa.is.   Посетен на 2015-11-10.
12. ↑  Синя лагуна Архив на оригинала от 2023-01-26 в Wayback Machine.
13. ↑  Passengers through Keflavik airport by citizenship and month 2002-2018-PX-Web //  Px.hagstofa.is.    Архивиран от оригинала на 2019-03-10. Посетен на 13 August 2018.